# Отак
Отак (рум. Otac) — село у Резинському районі Молдови. Утворює окрему комуну.

## Населення
За даними перепису населення 2004 року у селі проживали 667 осіб.
Національний склад населення села:
| Національність   | Кількість осіб | Відсоток   |
| ---------------- | -------------- | ---------- |
| молдавани румуни | 658 1          | 98,7% 0,1% |
| росіяни          | 6              | 0,9%       |
| українці         | 2              | 0,3%       |
| Всього           | 667            | 100%       |